# Ellerslie (Victoria)
Ellerslie es una localidad australiana del estado de Victoria.

## Geografía
La localidad, perteneciente al estado de Victoria, está ubicada junto al río Hopkins, al oeste de Melbourne.

## Historia
A finales del siglo XIX, el lugar tenía contabilizada una población de 140 habitantes.